# Anoplosiagum sulcatulum
Anoplosiagum sulcatulum är en skalbaggsart som beskrevs av Blanchard 1850. Anoplosiagum sulcatulum ingår i släktet Anoplosiagum och familjen Melolonthidae. Utöver nominatformen finns också underarten A. s. setosellum.